# Remigius Schrijver
Remigius Schrijver (? – 1681) was een Middelburgse barokcomponist en -organist

## Leven en werk
Schrijver was lid van de Middelburgse rederijkerskamer Het Bloemken Jesse. Zijn pennenvruchten zijn onder meer te vinden in de Nieuwjaersgift van Mittels Redenhof op de geestige vragen van Pallas (blz.23-30 en 66).
De helft van de psalmuitbreidingen die werden gedicht door Joachim Oudaan (1628-1692), dichter en tegelbakker te Rotterdam die met de collegianten sympathiseerde, zijn door Schrijver op muziek gezet. Waren de liederen van de Wederdopers, tot welke gezindte Schrijver behoorde, tot dan toe steeds gezongen op wereldlijke wijzen of eenstemmige psalmmelodieën, bij de collegianten klonken nu dankzij de in 1680 uitgegeven Uyt-breiding, Davids zangen op harmonieuze barokmuziek, compleet met basso continuo en muzikale retoriek. Van de Uyt-breyding over het boek der psalmen ..., Op musijk gebracht met 1 en 2 stemmen, en 1 en 2 violen, benevens een bas continuo, verscheen het Eerste stuk in Rotterdam bij Pieter Terwout met de psalmen 1 tot 75 op muziek. Het tweede deel, met psalm 76 tot 150 en de lofzangen is echter als tekstuitgave verschenen in 1681.
Een goed twee derde van de psalmen op berijmingen van Matthias van Westhuyse is door Schrijver en Pieter Bustijn op muziek gezet, met gebruikmaking van nieuwe melodieën in plaats van de vertrouwde melodieën van het Datheense psalter, en verschenen in 1682. Deze bundel is echter verloren gegaan.
Oudaan eerde de nagedachtenis aan de in 1681 overleden componist met een krachtig lijkdicht.  Bustijn volgde Schrijver op als organist.
De Vlaamse componist Julius Van Etsen publiceerde religieuze werken van Schrijver met een pianobegeleiding.

## Discografie
- Genade ende vrede, Camerata Trajectina o.l.v. Louis Peter Grijp, Globe, 1996, tracks 13-20

- International Standard Name Identifier: 0000 0003 9203 5990
- Nederlandse Thesaurus van Auteursnamen: 069868077
- Virtual International Authority File: 285983400
- WorldCat: E39PBJptWj4WmPmHj83KbrHjYP